# Правовой режим конопли в Японии
Каннабис запрещен в Японии. Вещество было объявлено вне закона в 1948 году. Использование и хранение наказываются лишением свободы на срок до пяти лет и штрафом. Выращивание, продажа и транспортировка наказываются лишением свободы на срок от 7 до 10 лет и штрафом.

## История

### Древняя история
Каннабис культивировали в Японии с эпохи неолита из-за его волокон и в качестве источника пищи и, возможно, в качестве психоактивного вещества . Хотя археологические данные подтверждают использование каннабиса в качестве текстиля (пеньки), убедительных археологических доказательств его использования в медицинских целях нет.
Японский термин для обозначения конопли, «тайма», происходит от китайского термина «ta mà».

### Выращивание конопли
В публикации Министерства сельского хозяйства США от 1914 года отмечается:
Конопля, называемая «аса» на японском языке, выращивается в основном в провинциях или районах Хиросима, Тотиги, Симанэ, Иватэ и Аидзу, и в меньшей степени на Хокусу (Хоккайдо) на севере и Кюсю на юге. Её выращивают в основном в горных долинах или на севере, на внутренних равнинах, где слишком прохладно для хлопка и риса и где суше, чем на прибрежной равнине. То, что выращивают в Хиросиме, на юге, высокое, с довольно грубым волокном; что в Тотиги, основной провинции, производящей коноплю, короче, от 5 до 7 футов в высоту, с лучшими и тончайшими волокнами, а в Хокусу она еще короче.

### Закон о контроле над каннабисом (1948)
Закон о контроле над каннабисом был впервые разработан в 1930 году с изменениями, внесенными в 1947, 1948 и 1963 годах. Закон 1948 года ввел систему лицензирования для дилеров и наказания за использование или продажу без лицензии.

### Рост популярности
Каннабис начал завоевывать популярность как наркотик в Японии в 1970-х годах по мере роста доходов, но оставался менее популярным (в том числе среди молодежи), чем амфетамины. В 1972 году было зарегистрировано 1460 случаев преступлений, связанных с наркотиками, и 853 случая нарушения Закона о контроле над каннабисом.

## Поставки
Большая часть каннабиса, потребляемого в Японии, импортируется из других стран; некоторые участки незаконного культивирования были обнаружены в Японии в 2009 году, но большинство из них были небольшими. Примечательным исключением является то, что в 2016 году в ходе рейда в префектуре Вакаяма было изъято более 10 000 растений, что полиция сочла «невероятным количеством» по сравнению с прошлыми рейдами.

## Музей конопли
Тайма Хакубуцукан была основана в Насу, префектура Тотиги, в 2001 году историком каннабиса Дзюнъити Такаясу.